# Les Sept Œuvres de miséricorde
Les Sept Œuvres de miséricorde (en italien Sette opere di Misericordia) est un tableau de Caravage peint en 1607 et conservé au Pio Monte della Misericordia de Naples.

## Historique
Cette œuvre est peinte alors que Caravage a fui Rome pour se rendre à Naples — alors sous domination espagnole, et donc hors de portée de la justice romaine — en septembre ou octobre 1606. C'est une période de création très féconde, bien qu'il se trouve alors dans un environnement intellectuel très différent de celui de Rome. 
Caravage continue de peindre des tableaux qui lui rapportent de belles sommes d'argent, dont le retable Les Sept Œuvres de miséricorde pour l'église de la congrégation du Pio Monte della Misericordia à Naples. Pour paiement de son œuvre, l'artiste perçoit une somme considérable, la plus élevée qu'il reçoit de toute sa carrière : 400 ducats. Il peint également à cette époque, pour le riche Tommaso de Franchis, La Flagellation du Christ, qui connaît un grand succès.
Bellori, l'un des tout premiers biographes de Caravage, intègre ce tableau à la liste des cinquante-neuf œuvres qu'il dénombre. Il en propose d'ailleurs un bref descriptif qui s'attarde sur deux éléments : le vieillard emprisonné qui tète le lait au sein d'une femme, et le cadavre qui est porté en terre. Il note au passage le travail effectué sur la lumière, avec les rayons issus de la torche qui « illuminent la couleur et animent la composition ».

## Iconographie
Cette toile représente les sept œuvres de miséricorde dites « corporelles » qui, dans le dogme chrétien catholique, consistent à :
- enterrer les morts. À l'arrière-plan, deux hommes portent un mort dont on ne voit que les pieds.
- visiter les prisonniers et nourrir les affamés. Sur la droite une fille rend visite à son père  emprisonné et lui donne le sein pour le nourrir (Charité romaine : légende de Pero et Micon).
- aider les sans-abri. Un pèlerin reconnaissable à la coquille sur son chapeau recherche un abri. L'aubergiste lui fait un signe de la main.
- visiter les malades. Le mendiant paralysé gît sur le sol.
- vêtir ceux qui n'ont rien (à l'exemple de saint Martin qui a donné son manteau au mendiant nu).
- donner à boire à ceux qui ont soif. Samson boit de l'eau de la mâchoire d'un âne.

## Interprétation
La peinture est exécutée à la demande du Pio Monte della Misericordia à Naples. Les commanditaires demandent ensuite à Caravage de rajouter les personnages célestes de la partie supérieure gauche.
En ce qui concerne les contrastes marqués du clair-obscur (« chiaroscuro ») de la peinture de Caravage, l’historien d'art Ralf van Bühren explique la lumière brillante comme une métaphore de la miséricorde, qui « aide le public à chercher la miséricorde dans sa propre vie ».